# Президентская библиотека Саакашвили
Президентская библиотека Саакашвили - частная библиотека, построенная под руководством третьего президента Грузии Михаила Саакашвили. Адрес: Тбилиси, спуск Георгия Саакадзе, 10. 
Президентская библиотека Саакашвили - это образовательный центр политических и социальных наук, и, по словам администрации, ее цель - продвижение либерально-демократических ценностей, свободолюбивых идей, национального единства и независимости, свободной рыночной экономики и прогресса в грузинском обществе и на постсоветском пространстве. 

## История
Библиотека открылась 22 апреля 2014 года. На церемонии открытия библиотеки присутствовали студенты и представители СМИ. На мероприятии также присутствовала бывшая первая леди Джорджии Сандра Рулофс. Бывший президент Грузии Михаил Саакашвили обратился к аудитории на открытии Президентской библиотеки из США.  Библиотечный проект полностью финансировался за счет личных пожертвований и функционировал как некоммерческий фонд. 
Создание первой президентской библиотеки в Грузии продиктовано американским опытом, однако библиотека Саакашвили была создана скорее как образовательный центр, чем президентский архив и музей.  Бывший президент Грузии Михаил Саакашвили, обращаясь к открытию библиотеки в прямом эфире, сказал, что идея открытия президентской библиотеки пришла к нему 2-3 года назад, после того, как его пригласили в библиотеку Рейгана. 
Библиотека предлагает читателям:
- Обширные ресурсы научных библиотек в области политики и социальных наук, архитектуры и дизайна;
- Современная дискуссионная площадка для подрастающего поколения и активных граждан;
- Содействие развитию сети активных граждан по всей Грузии;
- Содействие академическому сотрудничеству студентов и молодых исследователей;
- Информационный центр для местных и зарубежных СМИ и политологов.

В апреле 2020 года в библиотеке произошел пожар.

## Архитектура

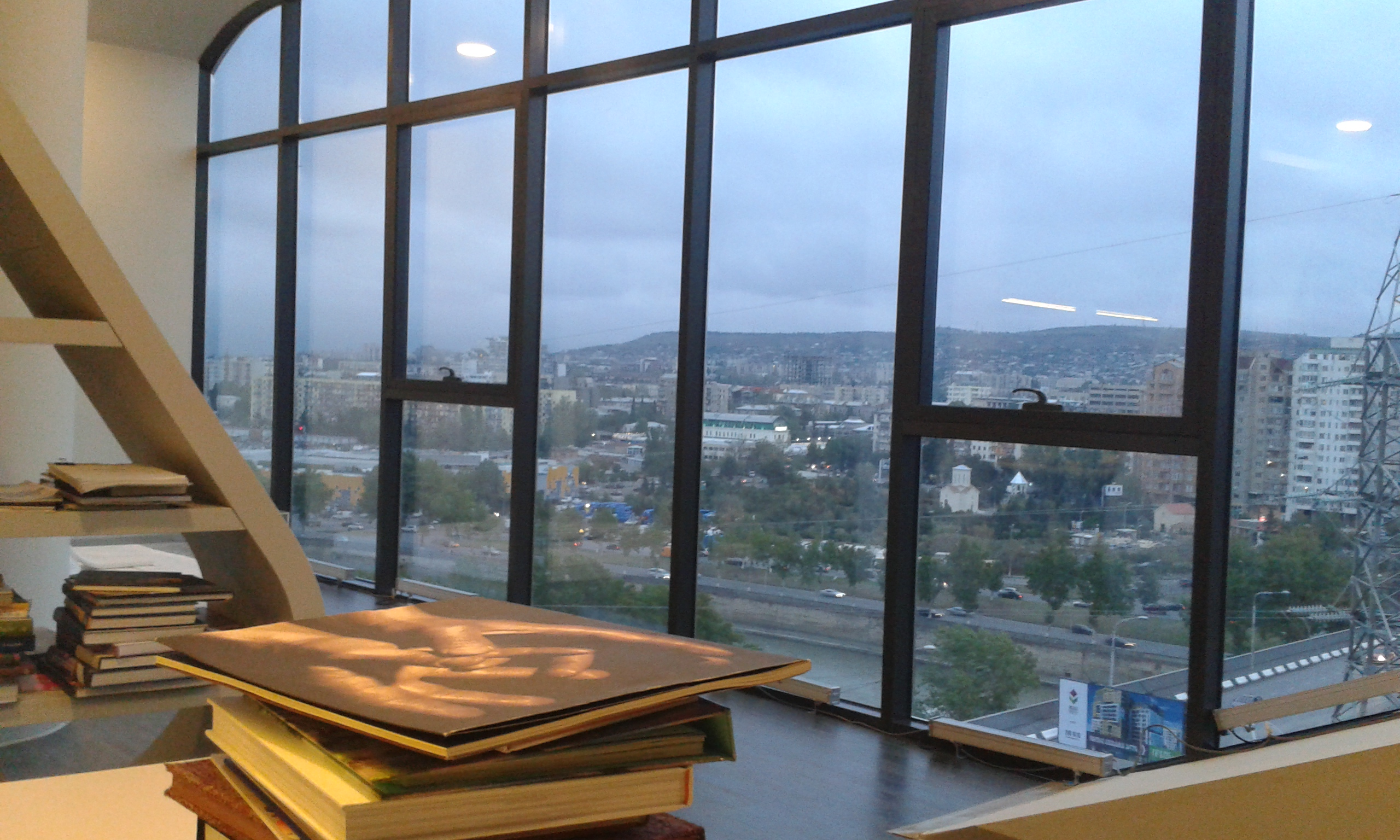
Вид из читального зала

Автор проекта 5-этажного дома - Юрген Мейер . Отметим, что Мейер вместе с архитектором Ладо Абрамашвили передали проект здания библиотеке. 
Конференц-зал Президентской библиотеки рассчитан на 110-140 слушателей. Его техническая сторона лучше всего подходит для различных дискуссий, лекций, семинаров или конференций. Зал оборудован новейшей видео и аудиосистемой.
В читальном зале созданы комфортные и приятные условия для работы с литературой. В зале есть компьютеры с доступом в Интернет и литература на нескольких языках. Зал открыт ежедневно с 10:00 до 22:00.
Уютное литературное кафе и веранда на верхнем этаже библиотеки обслуживают читателей и гостей в течение всего дня. 

## Фонды

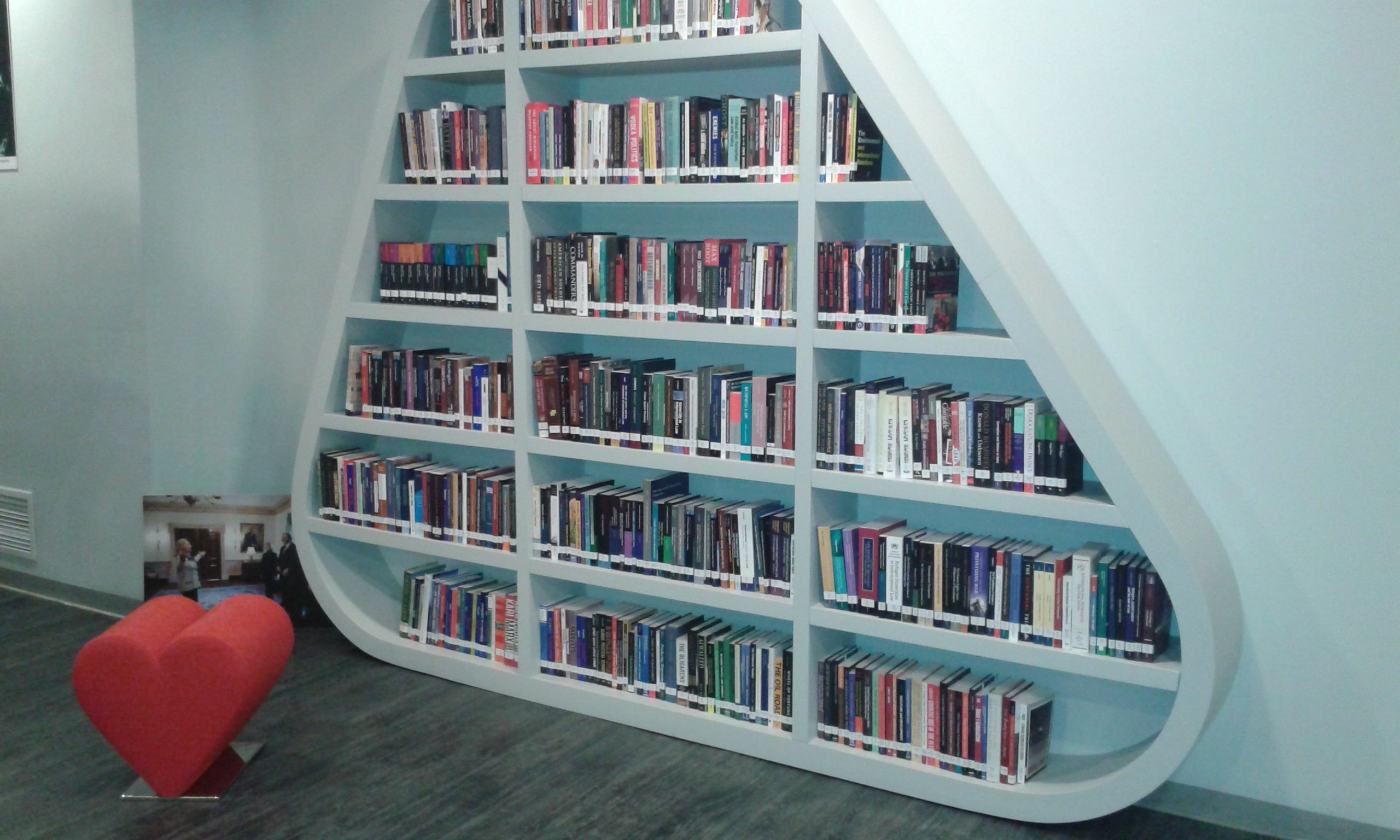
Книги в читальном зале

В читальном зале Президентской библиотеки около 6000 книг. Библиотека имеет доступ к недавно изданным книгам по разным направлениям: теория политики, региональные исследования, национальная безопасность, право, история, архитектура, дизайн и урбанизм.
Раздел социальных наук охватывает экономику, антропологию, социологию и психологию. Библиотека сотрудничает с ведущими международными издательствами, такими как SAGE, Cambridge, Wiley, Chicago University Press, Harvard University Press, Bloomsbury, Palgrave, Person, Rutledge и другими. 
Пристальное внимание уделяется энологии и литературе о виноделии как важнейшей области для Грузии. Книги из личной коллекции Михаила Саакашвили доступны в читальном зале.
В библиотеке хранится  стол за которым две известные грузинские шахматистки Нона Гаприндашвили и Нана Александрия в далеком 1975 году сражались за корону чемпионки мира.

## События
Со дня открытия в библиотеке проводятся публичные лекции, форумы, связанные с социальной, политической, дизайнерской и архитектурной сферами. Среди них публичная лекция профессора Иво Шлауса, почетного президента Всемирной академии наук и искусств «Безопасность и развитие человека», публичные встречи известного немецкого архитектора Юргена Мейера и грузинского дизайнера Звиада Циколия, первая встреча крупнейшего форума архитекторов в Грузии и многие другие. 

## ресурсы в Интернете
- Сайт Президентской библиотеки Саакашвили Архивная копия от 25 октября 2020 на Wayback Machine
- Страница Президентской библиотеки Саакашвили в Facebook
- Каталог книг библиотеки Архивная копия от 4 марта 2016 на Wayback Machine